# Roger de Moulins

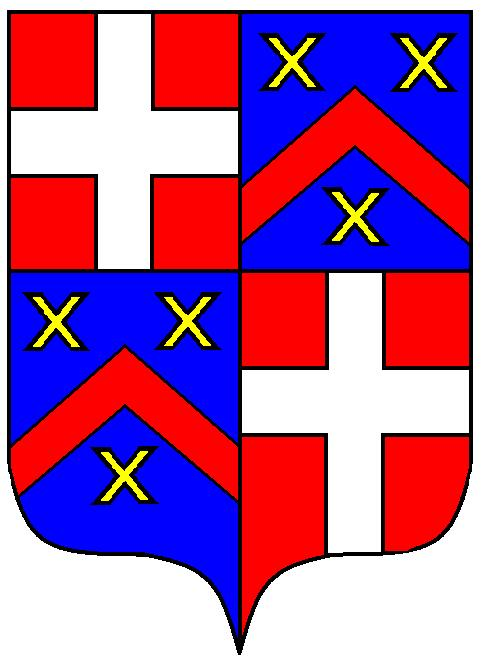
Escut d'armes de Roger de Moulins

Roger de Moulins fou un Mestre de l'Hospital des de 1177 fins al 1187, any de la seva mort; va succeir en el càrrec a Jobert de Síria.
Els Hospitalers eren els rivals de l'Orde del Temple, però el papa Alexandre III va convèncer Roger de fer una treva entre ells el 1179. El 1184 va fer un viatge per Europa amb Arnau de Torroja, el Gran Mestre de l'Orde del Temple i Heracli de Jerusalem, patriarca llatí de Jerusalem. Aquest viatge va servir per establir l'orde de l'Hospital per Anglaterra, França i Alemanya. De retorn a Terra Santa va ajudar els normands en l'atac a Tessalònica de 1185.
Durant la seva etapa com a mestre hospitaler es va implicar en la política del Regne de Jerusalem. Roger es va oposar a Renaud de Châtillon i Guiu de Lusignan, en un primer moment es va negar a cedir la clau de la tresoreria quan Guiu fou coronat rei de Jerusalem el 1186. Va formar part en l'assalt de Saladí a Cresso, prop de Natzaret, l'1 de maig de 1187, on fou mort per la ferida d'una llança que se li va clavar al pit.
Roger va ser succeït per William Borrel, que es va encarregar de custodi dels Hospitalers durant un temps breu, el 1187, i després per Ermengol d'Asp, que va desenvolupar el càrrec de custodi fins al 1190, quan es va elegir Garnier de Nablús com a nou mestre durant la Tercera Croada.